# موديليانا
موديليانا (بالإيطالية: Modigliana)‏ هي بلدية في مقاطعة فورلي تشيزينا في إقليم إميليا رومانيا الإيطالي.

## السكان
في سنة 1861 بلغ عدد السكان 6٬078 نسمة، وتطور العدد ليصل في سنة 2011 لـ 4٬726 نسمة.
يظهر هذا المخطط البياني تطور النمو السكاني لـ موديليانا